# Ремігій
Ремігій (також Ремігій Реймський або святий Ремі; фр. Remi, лат. Remigius; близько 437 — 13 січня 533) — єпископ реймський від 459 року, апостол франків.
Вважається, що саме він навернув у християнську віру салічних франків, охрестивши 25 грудня 498 року першого короля з династії Меровінгів Хлодвіга I з 3000 його воїнів і наближених. Це один із ключових моментів історії європейського християнства. Саме тоді Реймський собор став тим місцем, де надалі коронувалися всі королі та імператори Франції.
День святого Ремігія святкують 13 січня, а пам'ять перенесення мощей — 1 жовтня.

## Життєпис
Святий Ремігій народився 437 року в Лаонському діоцезі . Вважається, що він походить із заможної галло-римської сім'ї, його батьком був граф Еміль Лаонський, а матір'ю — свята Селін, дочка єпископа Суассонського. Свою теологічну освіту Ремігій здобув у Реймсі і незабаром став відомим завдяки своїй ученості та святості. У 22 роки його обрали єпископом Реймса.
З ім'ям святого Ремігія пов'язана легенда про суассонську чашу. Те, що Хлодвіг I погодився йому повернути цю чашу, може свідчити, що між єпископом і франкським королем були досить хороші стосунки. Саме Ремігій та дружина Хлодвіга свята Клотільда змогли переконати короля прийняти істинну віру, а не поширене на той час аріанство. Ще до охрещення Хлодвіг обдаровував як самого єпископа, так і жителів-християн Реймса. А після перемоги над алеманами в битві при Толбіаку 496 року він попросив єпископа реймського охрестити його і 3000 його воїнів (за словами Григорія Турського), що й сталося 25 грудня 498 року (ця дата досить умовна; точніше було б сказати, що ця подія сталася в проміжку між 496 та 500 роками). Традиція помазання королів на царювання в Реймсі з'явилася після смерті єпископа Ремігія, її ввів єпископ реймський Гінкмар у IX столітті.
Хлодвіг наділив Ремігія землями, де той збудував і освятив багато церков. Він звів у ранг єпископств Турне, Камбре, Теруанн, Аррас та Лан. Брат святого Ремігія Принсіпіус (Principius) був єпископом Суассона і листувався з Сідонієм Аполлінарієм.
Автори «Gallia Christiana» розповідають, що святому Ремігію підносили дари багато інших франків, а єпископ передавав їх до Реймського собору.
Хоча Ремігій ніколи не брав участі у Вселенських соборах, 517 року він провів синод у Реймсі, на якому після дискусії він переконав єпископа, який впав у єресь — перейшов до аріанства. Хоча вплив Ремігія на простий народ і на священнослужителів був величезним, одного разу його потурання обра́зам Клавдія, священика, якого він раніше висвятив, викликало докір з боку братів-єпископів, які вважали, що Клавдій заслуговує на відлучення. Відповідь Ремігія, яка збереглася донині, влучна і переконлива.

Повчаннями єпископа Ремігія захоплювався на той час Сідоній Аполлінарій, про що він писав у своїх листах до єпископа. На жаль, листи Ремігія до нас не дійшли. Існує чотири листи Сідонія Аполлінарія: в одному розповідається про священика Клавдія, два з них адресовані Хлодвігу і один — єпископу Тонгра.
«Заповіт» святого Ремігія є апокрифом. Коротке, але легендарне житіє святого Ремігія приписують Венанцію Фортунату. Інше житіє, як вважає Яків з Ворагіна (архієпископ Генуї та автор «Золотої легенди», збірки житій святих), написав єпископ Ігнацій Реймський. Вітальний лист до папи Гормізда з приводу його обрання 523 року також є апокрифом. Лист, у якому Гормізд нібито призначив Ремігія намісником у королівстві Хлодвіга, визнано фальшивим. Вважають, що йдеться про спробу єпископа Гінкмара Реймського обґрунтувати свої претензії на піднесення Реймса до першорядного рівня.
Поховано святорго Ремігія в Реймському соборі, звідки під час набігів вікінгів єпископ Гінкмар Реймський наказав перенести його мощі в Еперне. Звідти 1099 року мощі перенесено в абатство Святого Ремігія.

## Церкви
- Базиліка Святого Ремігія в Реймсі в Шампань-Арденнах.
- Церква Сен-Ремі в Монтьєр-ан-Дер у Шампань-Арденнах.
- Церква Сен-Ремі у Форбаку в Лотарингії.
- Церква Сен-Ремі в Шорбаку в Лотарингії.

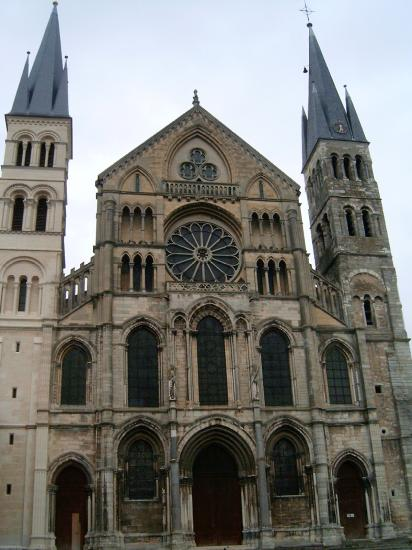
Базиліка Сен-Ремі в Реймсі, XI ст.
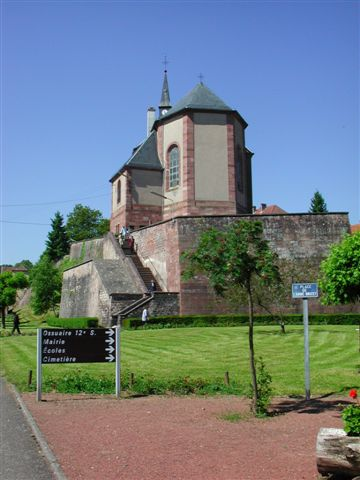
Церква Сен-Ремі в Шорбаку, XII ст.
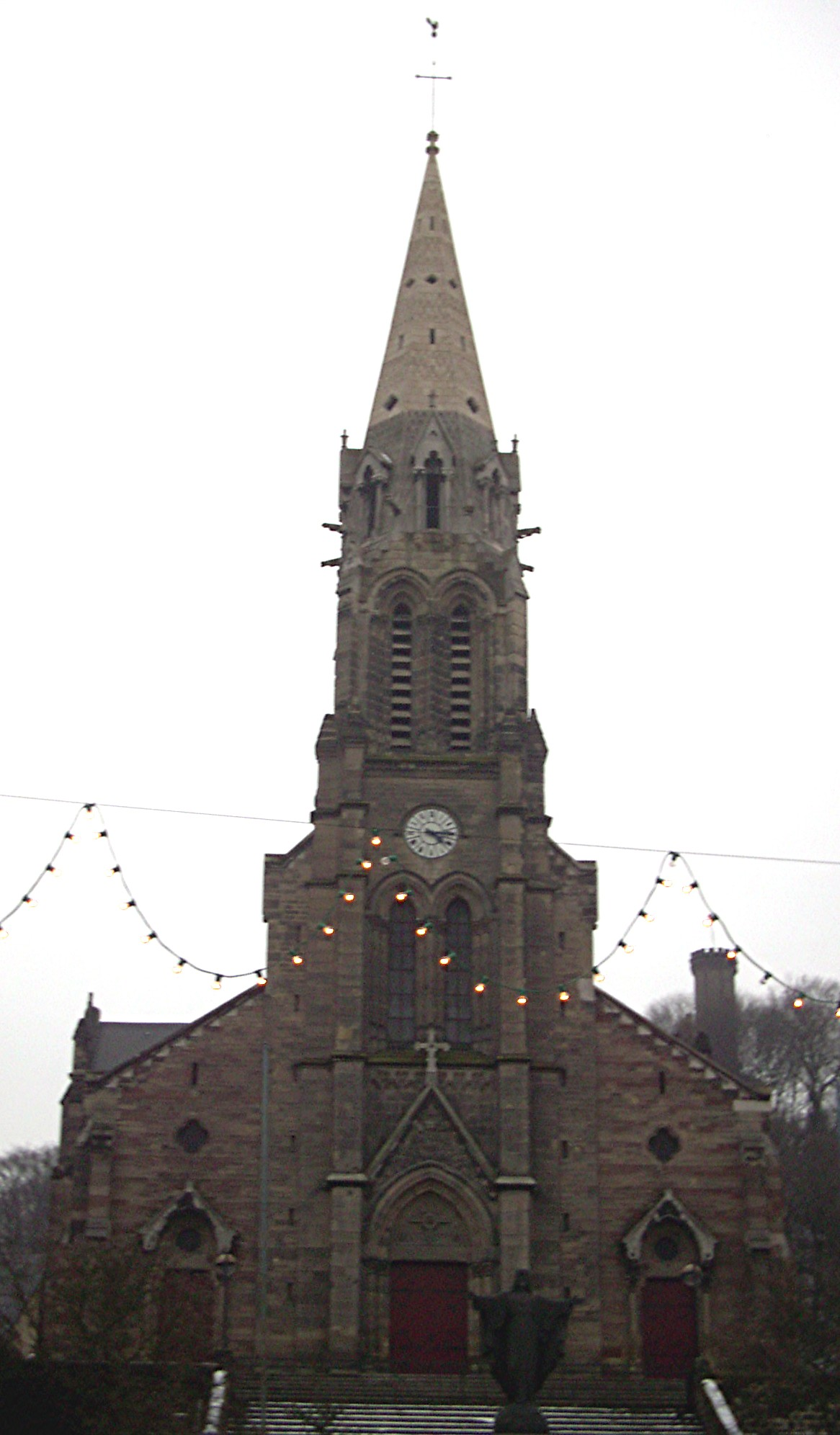
Церква Сен-Ремі у Форбаку, ХІХ ст.